# Denis Stumpf
Denis Stumpf (ur. 9 września 1997) – luksemburski piłkarz występujący na pozycji pomocnika w luksemburskim klubie Union Titus Pétange.

## Kariera klubowa

### UN Käerjéng 97
1 lipca 2015 został przeniesiony z zespołu juniorskiego do pierwszej drużyny UN Käerjéng 97. Zadebiutował 8 marca 2015 w meczu Nationaldivisioun przeciwko US Mondorf-les-Bains (2:0), w którym zdobył bramkę. W sezonie 2014/15 wraz z zespołem spadł z ligi, po porażce w meczu barażowym z UNA Strassen (0:3). Rok później, w sezonie 2015/16 z powrotem awansował do najwyższej klasy rozgrywkowej zdobywając Mistrzostwo Éierepromotioun.

### US Hostert
1 lipca 2016 udał się na roczne wypożyczenie do klubu US Hostert. Zadebiutował 21 sierpnia 2016 w meczu Éierepromotioun przeciwko FC Atert Bissen (4:1). Pierwszą bramkę zdobył 4 września 2016 w meczu ligowym przeciwko Avenir Beggen (7:0). W sezonie 2016/17, po wygranym meczu barażowym z Jeunesse Canach (2:2, k. 2:4), awansował do Nationaldivisioun. W nowej lidze zadebiutował 4 sierpnia 2017 w meczu przeciwko F91 Dudelange (2:1), a pierwszą bramkę zdobył 15 października 2017 w meczu przeciwko Union Titus Pétange (2:2). 27 maja 2018 wystąpił w meczu finałowym Pucharu Luksemburga przeciwko Racing FC Union Luksemburg (0:0, k. 3:4), który jego drużyna przegrała po rzutach karnych.

### Union Titus Pétange
1 lipca 2020 podpisał kontrakt z drużyną Union Titus Pétange.

## Statystyki
(aktualne na dzień 11 sierpnia 2020)
| Klub               | Sezon              | Liga               | Liga  | Liga   | Puchar kraju | Puchar kraju | Suma  | Suma   |
| Klub               | Sezon              | Liga               | Mecze | Bramki | Mecze        | Bramki       | Mecze | Bramki |
| ------------------ | ------------------ | ------------------ | ----- | ------ | ------------ | ------------ | ----- | ------ |
| UN Käerjéng 97     | 2014/15            | Nationaldivisioun  | 6     | 1      | –            | –            | 6     | 1      |
| UN Käerjéng 97     | 2015/16            | Éierepromotioun    | 5     | 0      | 2            | 0            | 7     | 0      |
| UN Käerjéng 97     | Ogólnie            | Ogólnie            | 11    | 1      | 2            | 0            | 13    | 1      |
| US Hostert (wyp.)  | 2016/17            | Éierepromotioun    | 26    | 7      | 2            | 0            | 28    | 7      |
| US Hostert (wyp.)  | Ogólnie            | Ogólnie            | 26    | 7      | 2            | 0            | 28    | 7      |
| US Hostert         | 2017/18            | Nationaldivisioun  | 24    | 3      | 5            | 0            | 29    | 3      |
| US Hostert         | 2018/19            | Nationaldivisioun  | 17    | 3      | 2            | 1            | 19    | 4      |
| US Hostert         | 2019/20            | Nationaldivisioun  | 17    | 2      | 2            | 1            | 19    | 3      |
| US Hostert         | Ogólnie            | Ogólnie            | 58    | 8      | 9            | 2            | 67    | 10     |
| Ogólnie w karierze | Ogólnie w karierze | Ogólnie w karierze | 95    | 16     | 13           | 2            | 108   | 18     |

## Sukcesy
UN Käerjéng 97
- Mistrzostwo Éierepromotioun (1×): 2015/2016

## Życie prywatne
Jego brat Chris również jest piłkarzem, występuje w klubie F91 Dudelange na pozycji obrońcy.